# Labeobarbus compiniei
Labeobarbus compiniei es una especie de peces de la familia Cyprinidae, orden Cypriniformes.
Son peces dulceacuícolas africanos que pueden llegar alcanzar los 73 cm de longitud total.